# Dave Meyers (basket-ball)
David William Meyers, Dave Meyers, né le 21 avril 1953 à San Diego en Californie, et mort le 9 octobre 2015, est un joueur américain de basket-ball. Durant sa carrière en National Basketball Association (NBA), il évolue au poste d'ailier fort sous le maillot des Bucks de Milwaukee. Durant sa carrière, il inscrit 3 149 points, capte 1 771 rebonds et délivre 652 passes.

## Biographie
Il évolue en universitaire avec les Bruins d'UCLA, école avec laquelle il dispute quatre-vingt-neuf matchs pour des moyennes de 11,8 points et 5,6 rebonds par match. Durant cette période, il remporte deux titres de champion NCAA, en 1973 grâce à une victoire 87 à 66 face à Memphis, saison terminée sans la moindre défaite, puis en 1975 avec une victoire 92 à 85 sur Kentucky. En 1974, UCLA parvient également au final Four, mais s'incline après deux prolongations face au futur vainqueur les Wolfpack de North Carolina State sur le score de 80 à 77. Lors de sa dernière année il figure dans le premier cinq Consensus All-America Teams.
Sélectionné en deuxième position de la Draft 1975 de la NBA par les Lakers de Los Angeles, il fait partie de l'échange qui l'envoie chez les Bucks de Milwaukee avec Junior Bridgeman, Elmore Smith et Brian Winters contre Kareem Abdul-Jabbar et Walt Wesley.
Après quatre saisons, il met un terme à sa carrière pour privilégier sa famille et sa foi, pour devenir témoin de Jéhovah.
Sa sœur cadette, Ann Meyers, est également joueuse de basket-ball : elle obtient un titre de championne du monde et est introduite au Basketball Hall of Fame en 1973.